# Sporting Clube de Braga
Pour la section beach soccer, voir SC Braga (beach soccer).
Maillots
Actualités
Le Sporting Clube de Braga est un club de football portugais situé dans la ville de Braga et fondé en 1921. L'équipe première joue ses matchs au stade municipal de Braga, construit à l'occasion de l'Euro 2004. Le club évolue en Primeira Liga.
Le premier titre majeur du club est une Coupe du Portugal remportée en 1966. Après avoir remporté la Coupe Intertoto 2008 et terminé vice-champion du Portugal lors de la saison 2009-2010, Braga réalise sa meilleure performance en Coupe d'Europe en atteignant la finale de la Ligue Europa 2010-2011, perdue face au FC Porto. C'est également face à son voisin du Nord que Braga remporte ses trois titres suivants, deux Coupes de la Ligue en 2013 et 2020 puis une Coupe du Portugal en 2016.
Il existe une section futsal fondée en 2007.

## Histoire

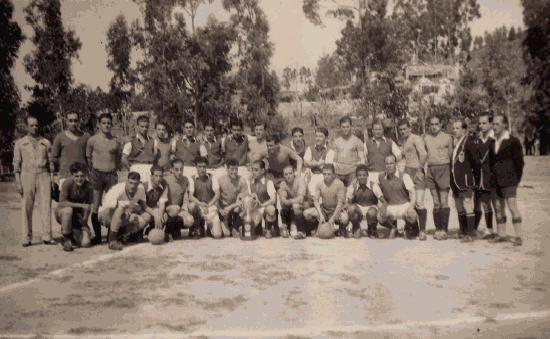
SC Braga - Celta Vigo, en 1945.

### La création et l'accès à l'élite
Le club a été officiellement fondé le 19 janvier 1921, mais le processus de création a commencé à partir de 1919, lorsqu'un groupe d'amis étudiants (Celestino Lobo, Carlos José de Morais, les frères Carvalho, Eurico Sameiro, Costinha et João Gomes) décida de créer un club de football, qui représenterait la ville de Braga, située au nord du Portugal. Le 29 janvier 1947, le SC Braga est sacré champion de deuxième division et accède ainsi à l'élite portugaise.

### Les années 1950: la consolidation du SC Braga
En 1950 fut inauguré le stade 28 mai (aujourd'hui 1er mai) du SC Braga, pouvant accueillir jusqu'à 28 000 personnes. C'était le nouvel écrin pour que le club puisse pratiquer le football et se développer. Le Sporting en profite pour consolider sa place en première division et parvient à terminer trois fois à la cinquième place en quatre ans (saisons 1953-1954, 1954-1955 et 1956-1957)

### Les années 1960: de la chute à la gloire
En 1961, le club redescend en deuxième division et y restera jusqu'en 1964 où il remporte une nouvelle fois le championnat de deuxième division.
Braga, dixième de l'exercice 1965-1966, remporte à la surprise générale la 26e édition de la coupe du Portugal au Stade National du Jamor. Après avoir éliminé l'AD Ovarense, l'Atlético, le SC Lusitânia, le SL Benfica et le Sporting Portugal fraîchement champion, Braga se défait en finale du tenant du titre, le Vitória de Sétubal, sur le score d'un but à rien. Cette victoire finale en coupe du Portugal permet au SCB de participer à sa première compétition continentale, la coupe d'Europe des vainqueurs de coupe 1966-1967. La chute intervient lors de la saison 1969-1970 avec la relégation en 2e Division avec un total de 17 points (6V, 5N, 15D) et à un point du premier relégable Boavista

### Les années 1970: de la chute à la régularité de présence en division 1
Le club va alors passer près de 5 ans à l'échelon inférieur et va en 1975, un an après la chute du régime de l'Estado Novo, remonter en 1re Division pour ne plus la quitter alors jusqu'à nos jours, le stade du 28 mai est alors rebaptisé stade du 1er Mai. Braga va alors régulièrement enchaîner bonne performance et ventre mou du championnat jusqu'en 2003.

### Depuis 2003: l'ère du président Antonio Salvador
Comme beaucoup de clubs au Portugal, un homme fort apparaît à un moment de l'histoire du club et le transforme radicalement. En ce qui concerne le SC Braga, il s'appelle Antonio Salvador : celui-ci devient président du club en 2003.
Cet homme d'affaires va transformer un club à peine moyen au Portugal en club d'élite international et ce en quelques années seulement. Sous son mandat, le club va rencontrer le succès sportif sur le plan national et sur le plan européen mais aussi un succès retentissant au niveau de ses infrastructures grâce à son stade unique au monde : l'Estadio Municipal de Braga, aujourd'hui dénommé Estadio AXA, dont le toit est soutenu par des câbles d'acier. En 2011, Braga atteint la finale de la Ligue Europa, perdue face au FC Porto à Dublin par 1-0. Néanmoins, Braga prend sa revanche sur les Dragons en remportant les Coupes de la ligue (2013 et 2020) et la Coupe du Portugal (50 ans après celle de 1966).

## Palmarès et records

### Palmarès et meilleures performances
La meilleure performance du SC Braga en championnat du Portugal est une place de vice-champion acquise lors de la saison 2009-2010, derrière le Benfica Lisbonne. Braga a aussi terminé sur le podium en 2012 et en 2020 avec une troisième place. Sur le plan européen, le club remporte la coupe Intertoto 2008 et se hisse en finale de la Ligue Europa 2010-2011 avant de s'incliner sur la plus petite des marges contre le FC Porto.
| Compétitions nationales | Compétitions internationales |
| --- | --- |
| - Championnat du Portugal (0) - Vice-champion : 2010 - Coupe du Portugal (3) - Vainqueur : 1966, 2016 et 2021 - Finaliste : 1977, 1982, 1998, 2015 et 2023 - Coupe de la Ligue portugaise (3) - Vainqueur : 2013, 2020 et 2024 - Finaliste : 2017 et 2021 - Championnat du Portugal D2 (2) - Champion : 1947 et 1964 - Supercoupe du Portugal (0) - Finaliste : 1982, 1998, 2016 et 2021 | - Ligue des champions (C1) (0) - Phase de groupes : 2010-2011, 2012-2013 et 2023-2024 - Coupe UEFA / Ligue Europa (C3) (0) - Finaliste : 2011 - Ligue Europa Conférence (C4) - 16e de finale : 2023 Anciennes compétitions - Coupe Intertoto (1) - Vainqueur : 2008 |

Compétitions amicales
- Tournoi international du football de Toronto[5] : 2006

#### Transferts
L'arrivée la plus onéreuse de l'histoire du SC Braga est à l'actif du Milieu central ivoirien Mario Dorgeles, dont l'indemnité de transfert atteint les 11M€, en provenance du FC Nordsjælland.
| Rang | Année | Joueur           | Indemnité | Provenance       |
| ---- | ----- | ---------------- | --------- | ---------------- |
| 1er  | 2025  | Mario Dorgeles   | 11 M€     | FC Nordsjælland  |
| 2e   | 2014  | Wallace          | 9,5 M€    | Cruzeiro EC      |
| 3e   | 2020  | Abel Ruiz        | 8 M€      | FC Barcelone     |
| 4e   | 2023  | Bruma            | 6,5 M€    | Fenerbahçe SK    |
| 5e   | 2024  | Bright Arrey-Mbi | 6,2 M€    | Hanovre 96       |
| 6e   | 2023  | Rodrigo Zalazar  | 6 M€      | Schalke 04       |
| 7e   | 2014  | Danilo Barbosa   | 4,5 M€    | Vasco da Gama    |
| 8e   | 2024  | Thiago Helguera  | 4,03 M€   | CF Naciona       |
| 10e  | 2024  | João Marques     | 3,5 M€    | GD Estoril-Praia |
| 10e  | 2019  | Wenderson Galeno | 3,5 M€    | FC Porto         |

À l'inverse, la somme la plus importante perçue par le club à l'occasion d'un départ est de l'attaquant portugais Vítor Oliveira à l’Olympique de Marseille avec une somme de 32 M€.
| Rang | Année | Joueur            | Indemnité | Destination             |
| ---- | ----- | ----------------- | --------- | ----------------------- |
| 1er  | 2023  | Vítor Oliveira    | 32 M€     | Olympique de Marseille  |
| 2e   | 2020  | Francisco Trincão | 30,94 M€  | FC Barcelone            |
| 3e   | 2022  | David Carmo       | 20,28 M€  | FC Porto                |
| 4e   | 2019  | Pedro Neto        | 18,5 M€   | SS Lazio                |
| 5e   | 2021  | Paulinho          | 16 M€     | Sporting CP             |
| 5e   | 2016  | Rafa Silva        | 16 M€     | Benfica Lisbonne        |
| 7e   | 2024  | Álvaro Djaló      | 15 M€     | Athletic Club           |
| 7e   | 2024  | Rodrigo Gomes     | 15 M€     | Wolverhampton Wanderers |
| 7e   | 2012  | Pizzi             | 15 M€     | Atlético de Madrid      |
| 10e  | 2024  | Al-Musrati        | 12 M€     | Beşiktaş JK             |

## Image et identité

### Logos
Le logo s'inspire des armoiries de la ville de Braga.

Armoiries de Braga
1980-1990
1997
2009-2020
Depuis 2024

## Infrastructures

### Stades

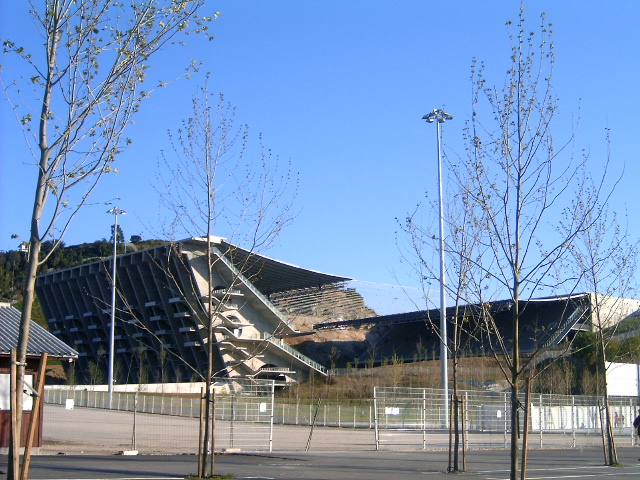
Stade municipal de Braga

Le premier match du SC Braga fut disputé sur le terrain de l'ancien collège Espirito Santo. Quant à la première enceinte du SC Braga, elle s'agissait du Quinta Mitra qui était la propriété de l'État et louée au club. À partir de 1950, le SC Braga jouait ses matchs à domicile au stade du 1er mai, auparavant appelé stade du 28 mai en hommage au coup d'État du 28 mai 1926. Mais depuis 2003, le club évolue dans le stade municipal de Braga construit par Eduardo Souto de Moura à l'occasion de l'Euro 2004 organisé par le Portugal. D'une capacité de 30 000 places (deux tribunes de 15 000 places), l'ensemble est couvert par un toit suspendu par des câbles qui illuminent le terrain de la manière la plus naturelle possible en référence au peuple Incas. Il est aussi connu sous le nom de Stade AXA pour des raisons de naming.

## Personnalités du club

### Effectif professionnel actuel
Le premier tableau liste l'effectif professionnel du SC Braga pour la saison 2025-2026. Le second recense les prêts effectués par le club lors de cette même saison.

### Joueurs emblématiques
- Rúben Amorim
- José Barroso
- Castanheira
- Custódio
- Dito
- Vítor Duarte
- Éder
- Eduardo
- António Folha
- Frechaut
- Hugo Leal
- Hugo Viana
- João Pereira
- João Pinto
- João Tomás
- Luís Filipe
- Paulo Jorge
- Quim
- Ricardo Rocha
- Carlos Secretário
- Rúben Micael
- Tiago
- Andrés Madrid
- Roland Linz
- Stéphane Demol
- Aderlan Santos
- Alan
- Jorginho
- José Anilton
- Leandro Salino
- Lima
- Matheus
- Mossoró
- Paulo César
- Vandinho
- Wender
- Albert Meyong
- Zé Luís
- Pablo Contreras
- Diego Costa
- Miklós Fehér
- Andrija Delibašić
- Nabil Baha
- Armando Sá
- Elderson Uwa Echiejile
- Alberto Rodríguez
- Yasser Hussain
- Fary Faye
- Luis Aguiar

### Anciens entraîneurs
| - József Szabó (1935–1937), (1945), (1953–1954) - Mário Imbelloni (1955–1956) - Eduardo Viso (1955–1956) - József Szabó (1956–1957), (1960–1961) - António Teixeira (1964–1965) - José Valle (en) (1965–1966) - Rui Sim-Sim (1966) - Manuel Palmeira (1966) - Fernando Caiado (1966–1967) - José Valle (en) (1967) - José Maria Vieira (1967–1968) - Artur Quaresma (1968–1969) - Federico Passos (1969) - Alberto Pereira (1969–1970) - Joaquim Coimbra (1970) - José Carlos (1975–1976) - Mário Lino (1976–1977) - Hilário Conceição (1977) - Mário Imbelloni (1977–1978) - Fernando Caiado (1978–1979) - Hilário Conceição (1979–1980) - Mário Lino (1980–1981) - Quinito (1981–1982) | - Juca (1982–1983) - Quinito (1983–1985) - Henrique Calisto (1985) - Humberto Coelho (1985–1987) - Manuel José (1987–1989) - Raul Águas (1990) - Carlos Garcia (1990–1992) - Vitor Manuel (1992) - António Oliveira (1992–1994) - Neca (en) (1994) - Manuel Cajuda (1994-1997) - Fernando Castro Santos (en) (1997–1998) - Vítor Oliveira (1998–1998) - Carlos Manuel (1998) - Manuel Cajuda (1999-2002) - Fernando Castro Santos (en) (2002–2003) - Jesualdo Ferreira (2003-2006) - Carlos Carvalhal (2006) - Rogério Gonçalves (en) (2006-2007) - Jorge Costa (2007) - António Caldas (en) (interim) (2007) - Manuel Machado (2007-2008) | - Jorge Jesus (2008-2009) - Domingos (2009-2011) - Leonardo Jardim (2011-2012) - José Peseiro (2012-2013) - Jesualdo Ferreira (2013-2014) - Jorge Paixão (en) (2014) - Sérgio Conceição (2014–2015) - Paulo Fonseca (2015–2016) - José Peseiro (2016) - Jorge Simão (2016-2017) - Abel Ferreira (2017-2019) - Ricardo Sá Pinto (2019-2020) - Rúben Amorim (2020) - Custódio (2020) - Artur Jorge (Juillet 2020) - Carlos Carvalhal (2020–2022) - Artur Jorge (2022-2024) - Rui Duarte (2024) |

## Rivalités
Braga et Guimarães étant des villes proches, le SC Braga et le Vitória Sport Clube sont devenus des rivaux. Les derbies régionaux entre ces deux formations sont appelées le derby de Minho.